# Palacio de los Vargas (Casa de Campo)
El Palacete de los Vargas o Casa de Campo de Felipe II, no confundir con el Palacio de los Vargas situado en la plaza de la Paja, es un edificio de origen renacentista situado en Madrid (España), vinculado históricamente a la monarquía española y en la actualidad propiedad municipal. Alrededor del mismo se constituyó en el siglo XVI el Real Sitio de la Casa de Campo, un conjunto de bosques, huertas y jardines, convertido en parque público en el año 1931, recién proclamada la Segunda República. Está ubicado en las riberas del Manzanares, junto a la Puerta del Río y el Puente del Rey, en las proximidades de la Huerta de la Partida. 
El conjunto se encuentra protegido desde 2010, dentro de la declaración de la Casa de Campo como Bien de Interés Cultural, aprobada por la Comunidad de Madrid. En ella se contempla que la casa-palacio tendrá, junto con la Galería de las Burlas, "un uso característico cultural y/o museológico, ligado preferentemente a hechos o actividades relacionados con el Sitio Histórico".

## Toponimia
Su nombre hace referencia a la familia de los Vargas, a la que se debió su construcción. Este linaje, uno de los más influyentes del Madrid antiguo, poseía otras residencias en la capital, como la Casa de Iván de Vargas, el palacio existente en la plaza de la Paja y el actual Museo de San Isidro. 
Otro topónimo utilizado es el de Casa de Campo de Felipe II, en alusión a su funcionalidad, ya que fue concebido como una villa de recreo, siguiendo modelos renacentistas italianos. Hoy día este nombre se aplica a la totalidad del parque que se extiende a sus pies.

## Historia
Según Fray Lorenzo de San Nicolás (1573-1669), el palacete fue edificado en 1519, cuando la Casa de Vargas estaba encabezada por Francisco de Vargas y Medina. Es probable que su autor fuera Antonio de Madrid, un alarife y carpintero conocido como Maestre Antonio, que trabajó en el Real Alcázar y en Santo Domingo el Real, dos edificios madrileños desaparecidos en los siglos XVIII y XIX, respectivamente.

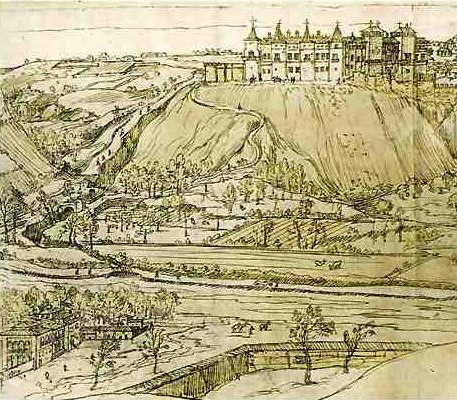
Fragmento de Vista de Madrid, de Anton Van der Wyngaerde (1562), Biblioteca Nacional de Austria (Viena). Puede verse el Palacio de los Vargas en la parte inferior izquierda.

En el palacete pasó algunas temporadas el emperador Carlos I, invitado por los Vargas, y en él pudo estar confinado el rey Francisco I de Francia durante su cautiverio en Madrid (1525-1526), al menos mientras duraron las obras de reparación de las dependencias que tenía asignadas en el Real Alcázar. A su vuelta a París, el monarca francés ordenó construir una residencia en el Bois de Boulogne, probablemente inspirada en los modelos arquitectónicos de la Casa de Campo madrileña, que terminaría siendo conocida como el Castillo de Madrid.

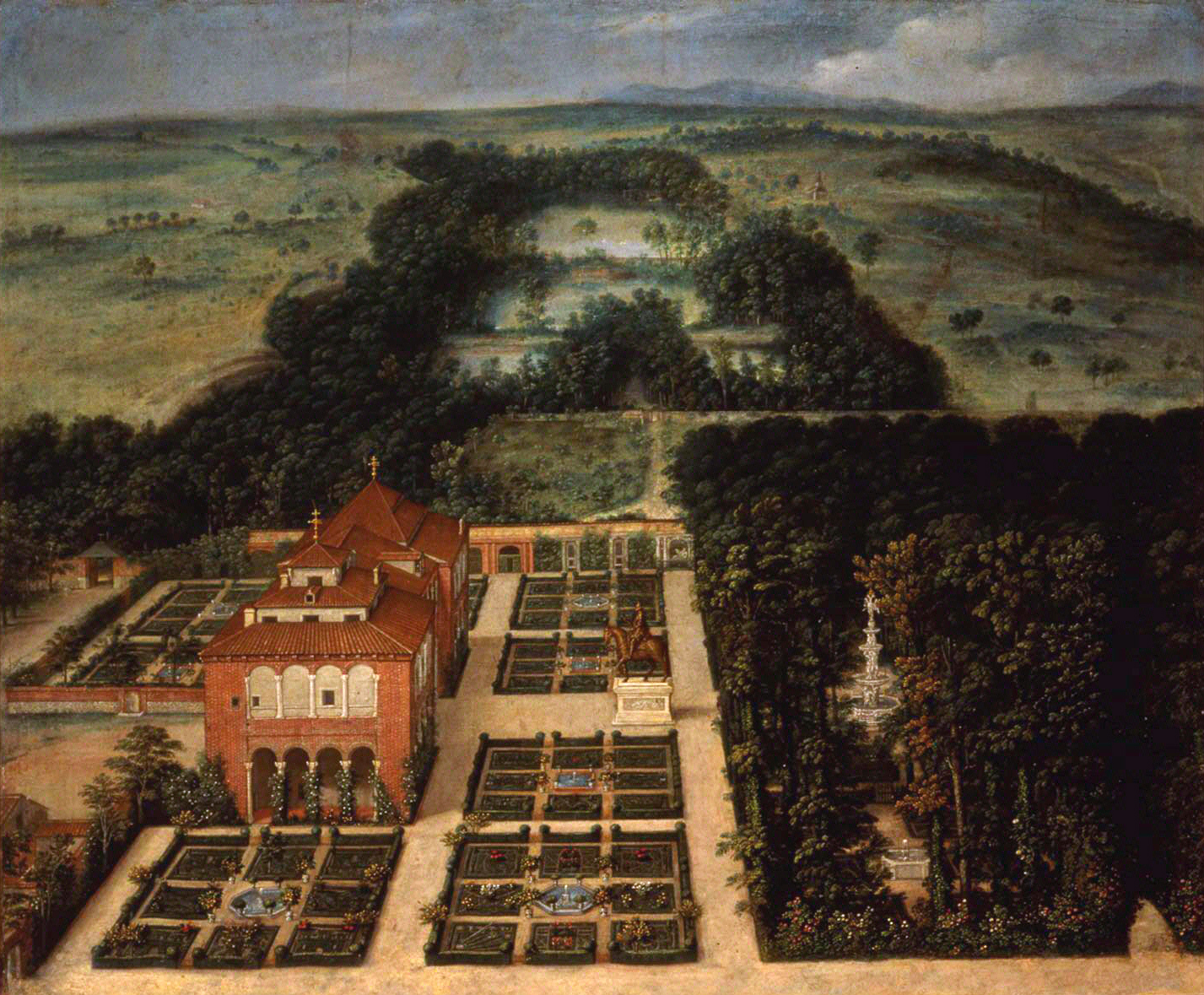
Paisaje de la Casa de Campo, de Félix Castello (1634). Museo de Historia de Madrid.

En 1552, Felipe II comenzó un proceso de anexiones territoriales en torno al palacio, que se completó en 1561 con la compra del edificio a Antonia Manrique de Valencia viuda de Francisco de Vargas, y que culminó posteriormente con la constitución del Real Sitio. Aunque el rey apenas intervino sobre la residencia, sí que ordenó modificar su entorno más inmediato, con la creación de jardines, grutas de ornato y estanques, entre otros elementos paisajísticos, dentro de un proyecto encomendado a Juan Bautista de Toledo.
El palacete mantuvo su fisonomía renacentista hasta 1767, cuando Carlos III ante el mal estado de la construcción le encargó a Francesco Sabatini que procediera a su remodelación. El arquitecto italiano eliminó gran parte de las logias de su primer diseño y optó por el revoco, en lugar del ladrillo de influencia toledana original, confiriéndole un severo aire clasicista.

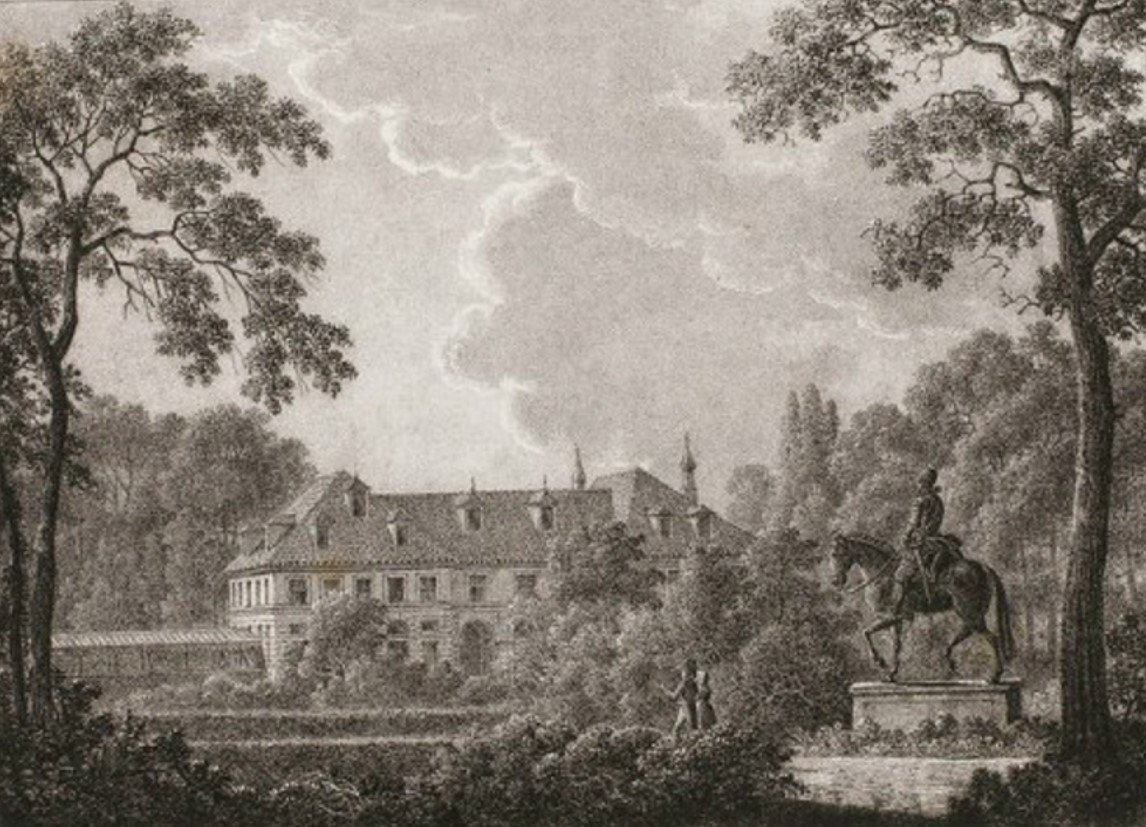
La Casa del Campo près de Madrid, de Louis Albert Guislain Bacler d'Albe (entre 1811 y 1822). El palacete aparece con la apariencia que le dio Sabatini en el siglo. En primer término la estatua ecuestre de Felipe III, de Pietro Tacca, que hoy día preside la Plaza Mayor de Madrid.

En 1808 el rey José Bonaparte eligió el Palacete de los Vargas como residencia, probablemente porque reunía mayores condiciones de seguridad que el Palacio Real, dada su ubicación recóndita y alejada del núcleo urbano.
El 20 de abril de 1931, seis días después de proclamarse la Segunda República, el Estado incautó los bienes de Alfonso XIII y cedió al Ayuntamiento de Madrid el Real Sitio de la Casa de Campo, que lo convirtió en parque público. El palacete pasaba así a ser propiedad municipal.
Durante la Guerra Civil (1936-1939) la Casa de Campo fue escenario de varios frentes de batalla, pero, a diferencia de otros inmuebles del parque, el Palacete de los Vargas no sufrió daños.
En 1967 el arquitecto Manuel Herrero de Palacios reformó el edificio. Sustituyó el revoco de Sabatini por enfoscado, al tiempo que añadió un frontón en la fachada principal, a modo de remate. Entre 2014 y 2015 el arquitecto municipal Cleto Barreiro Sorrivas llevó a cabo una nueva intervención, que supuso la supresión de los elementos incorporados por Herrero de Palacios, con la intención de devolverle al palacio su apariencia dieciochesca. Su interior se mantuvo igual a la espera de darle una utilidad.
En la primera década del siglo XXI el palacio fue sede del Instituto Municipal de Deportes de Madrid, que permaneció en sus dependencias hasta 2008. En 2016 el Ayuntamiento gobernado por Manuela Carmena planteó que el inmueble fuera sede de una «Biblioteca de Gastronomía y Nutrición» y de un «Instituto de Estudios sobre el Hambre en el Mundo», mas la propuesta fue rechazada por la Comisión Local de Patrimonio Histórico y sobre todo por la Plataforma Salvemos la Casa de Campo. En la actualidad está en proyecto montar un Centro de Información de la Casa de Campo.

## Descripción

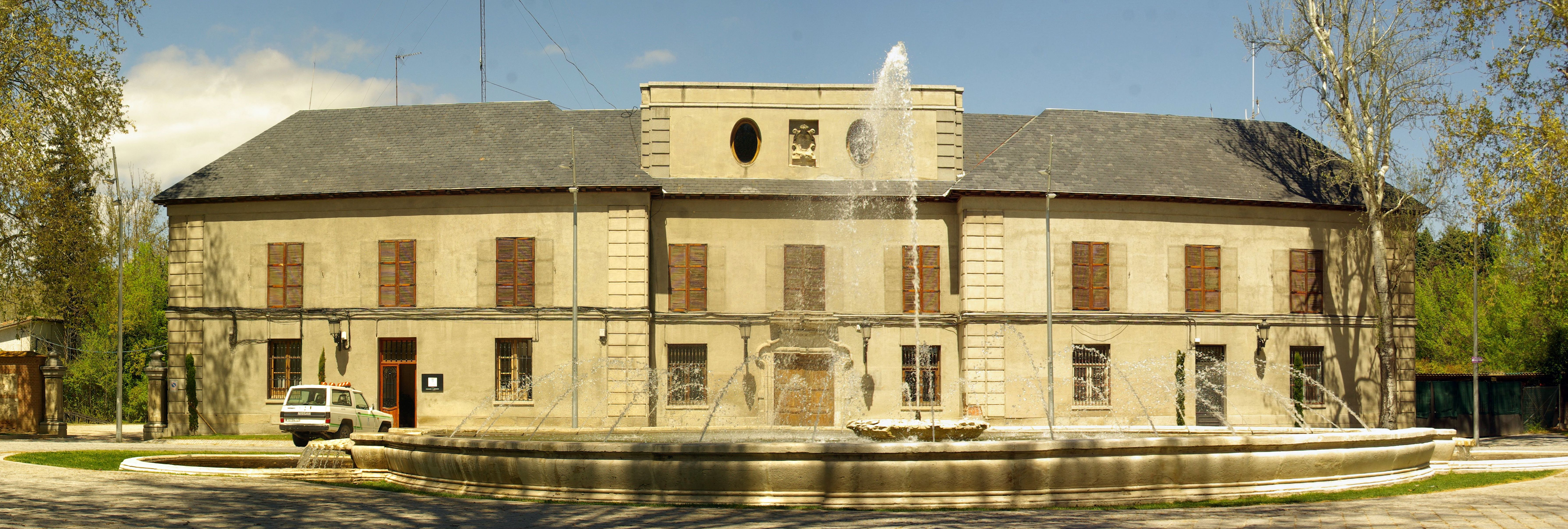
Aspecto del palacete, según la reforma de Manuel Herrero de Palacios.

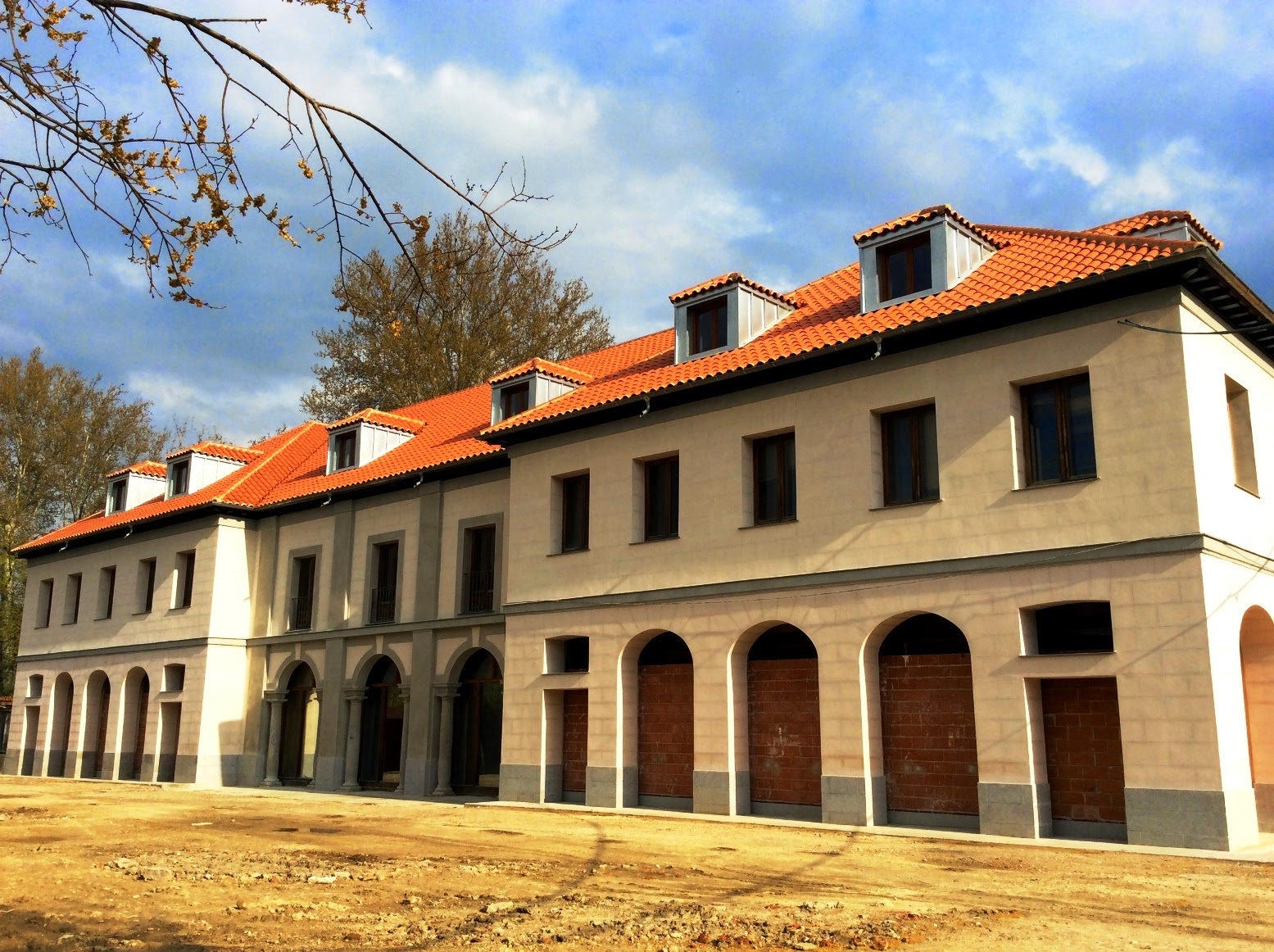
Fachada posterior del palacete, una vez reformado en 2014 y 2015 por Cleto Barreiro, cuando se intentó recuperar la apariencia que el edificio tenía en el siglo.

El Palacete de los Vargas fue concebido como una villa suburbana, con una clara función de recreo. De ahí su ubicación en lo que entonces eran las afueras de Madrid, dentro de un paraje forestal, junto a las riberas del río Manzanares y del arroyo de los Meaques.
Como puede apreciarse en el cuadro Paisaje de la Casa de Campo, de Félix Castello (1634), el edificio original fue diseñado con tres volúmenes, los dos laterales de planta cuadrangular, de mayor altura y en disposición saliente con respecto al central, que era rectangular. Esta configuración flanqueada avala la influencia italiana de su trazado.
La finalidad recreativa de la residencia se comprueba en la existencia de una doble galería porticada en todos los frentes, destinada a facilitar la contemplación del entorno. La logia superior estaba formada por arcos de medio punto y la inferior por arcos rebajados, en los dos casos sostenidos por columnas muy finas, en cuyos capiteles estaban labradas las armas de los Vargas. 
El palacio no era completamente simétrico. No solo los cuerpos laterales presentaban una distribución de arcos y vanos diferente, sino que tenían cubiertas distintas, pese a ser ambas escalonadas y a cuatro aguas.
Aunque Sabatini respetó la planta primitiva, introdujo importantes cambios sobre el alzado, como se ha señalado anteriormente. Además de suprimir gran parte de las logias, limitándolas a la planta baja y a la fachada posterior y a los lados, corrigió la asimetría de los volúmenes laterales, unificando sus cubiertas y vanos. El aspecto actual del palacete es el que le imprimió el arquitecto italiano, una vez que fueron recuperadas sus aportaciones durante la reforma llevada a cabo en la segunda década del siglo XXI.

## Importancia artística
La importancia artística del Palacete de los Vargas radica en ser una de las escasas casas de campo que se construyeron en España en el siglo XVI; en su posible influencia sobre otros edificios renacentistas, caso del parisino Castillo de Madrid; y en el carácter pionero de la intervención paisajística de Juan Bautista de Toledo, que significó la introducción de modelos renacentistas italianos en la jardinería española.
Asimismo, el conjunto ha albergado importantes obras de arte, como los cuadros El Jardín de las Delicias y El carro de heno, de El Bosco, que se conserva actualmente en el Museo del Prado; la estatua ecuestre de Felipe III, de Pietro Tacca, hoy día instalada en la Plaza Mayor de Madrid; o la Fuente del Águila.